# Hestfjørður
Koordinaten: 61° 59′ 0″ N, 6° 55′ 0″ W
Der Hestfjørður ist eine natürliche Meerenge der Färöer. Sie trennt die Inseln Hestur und Koltur im Südwesten von Streymoy im Nordosten.
Den Namen hat der Hestfjørður von der Insel Hestur. Wörtlich bedeutet der Name „Pferde(inseln)fjord“.
Auf Streymoyer Seite befinden sich am Hestfjørður von Süd nach Nord die Orte: Kirkjubøur, Gamlarætt (Fährhafen), Velbastaður und Syðradalur. Auf den Inseln Koltur und Hestur sind es die gleichnamigen Dörfer.
Nach Südosten hin mündet der Hestfjørður zwischen Kirkjubøur und der Südspitze von Hestur in den Skopunarfjørður; nach Nordwesten hin in den Vágafjørður. Auf halbem Weg trennt der Kolturssund die Inseln Hestur und Koltur voneinander.

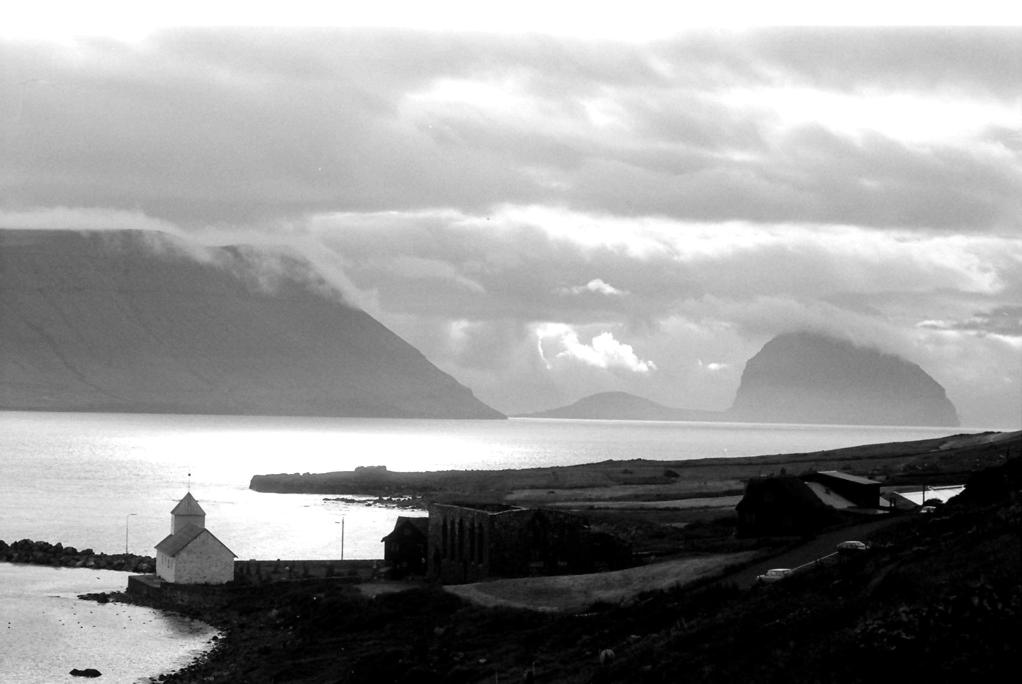
Blick von Kirkjubøur in Richtung Nordosten den Hestfjørður hinauf mit Hestur (links) und Koltur (rechts) im Hintergrund.